# ロートニッテン
ロートニッテン株式会社（英: ROHTO NITTEN Co., Ltd.）は、愛知県名古屋市南区桜本町に本社を置く眼科領域専門のジェネリック医薬品メーカーで、ロート製薬のグループ会社である。

## 概要
1961年（昭和36年）11月9日創立。点眼剤や視力検査装置など眼科向け製品の製造販売や医薬品の受託製造を行っている。また、PFデラミ容器という防腐剤を不要とする点眼容器を開発し、2005日本パッケージングコンテストにおいて包装技術賞を受賞している。
2019年（令和元年）11月13日に一般向け目薬のトップメーカーであるロート製薬との間で株式譲渡契約が締結された。2020年（令和2年）3月2日に株式譲渡が行われ、同社のグループ会社（完全子会社）となった。
2021年（令和3年）で創業から60周年を迎えたのを区切りとして、2022年4月1日付で株式会社日本点眼薬研究所（にほんてんがんやくけんきゅうじょ）から商号変更された。また、商号変更当初はロート製薬の2代目CIロゴをベースに、ロート（ROHTO）の「R」とニッテン（NITTEN）の「N」を組み合わせた当社専用のロゴマークが用いられていたが、ロート製薬が2024年6月にロゴマークを4代目CIロゴへ変更されたことに伴い、同年9月にロート製薬と同じ4代目CIロゴの「ROHTO」へ変更された。

## 沿革
- 1961年（昭和36年）11月9日 - 医療用医薬品の製造販売を目的に株式会社日本点眼薬研究所を設立
- 1969年（昭和44年）10月 - 本社工場を新設
- 1972年（昭和47年）2月 - 医療機器の製造販売を開始
- 1973年（昭和48年）6月 - 東京営業所を開設
- 1974年（昭和49年）5月 - 大阪営業所を開設
- 1988年（昭和63年）6月 - 広島営業所を開設
- 1989年（平成元年）1月 - 福岡営業所を開設
- 1990年（平成2年）11月 - 桜本町工場を新設
- 1993年（平成5年）9月 - 松山営業所を開設
- 1994年（平成6年）7月 - 名古屋工場を新設
- 1996年（平成8年）3月 - 仙台営業所を開設
- 2001年（平成13年）11月 - 長野工場を新設し、本社工場と桜本町工場から医薬品製造を移管する
- 2009年（平成21年）3月 - 広島営業所と松山営業所が統合され、中四国営業所を開設
- 2016年（平成28年）9月 - 名古屋営業所を移転
- 2018年（平成30年）
  - 4月 - 札幌営業所を開設
  - 8月 - 配送センターを新設並びに移転
- 2020年（令和2年）
  - 3月2日 - 株式譲渡に伴い、ロート製薬グループの一員となる
  - 11月2日 - 東京営業所を移転し、東京支社に改称
- 2022年（令和4年）4月1日 - ロートニッテン株式会社に社名変更。同時に、子会社の株式会社ニッテンもロートニッテンファーマ株式会社に社名変更。

## 主な製品
医療用医薬品
- 眼科用剤
- 耳鼻科用剤
- 眼科用手術補助剤

医療機器
- 乳幼児視力検査器
- 近距離視力表
- 字一つ視力表
- 中心フリッカー検査器
- 両眼視機能検査器
- 他覚的視力検査器

その他
- 不織布

## 事業所
- 本社（名古屋市南区桜本町40-2）[1]
- 名古屋工場（名古屋市南区立脇町1-11）[1]

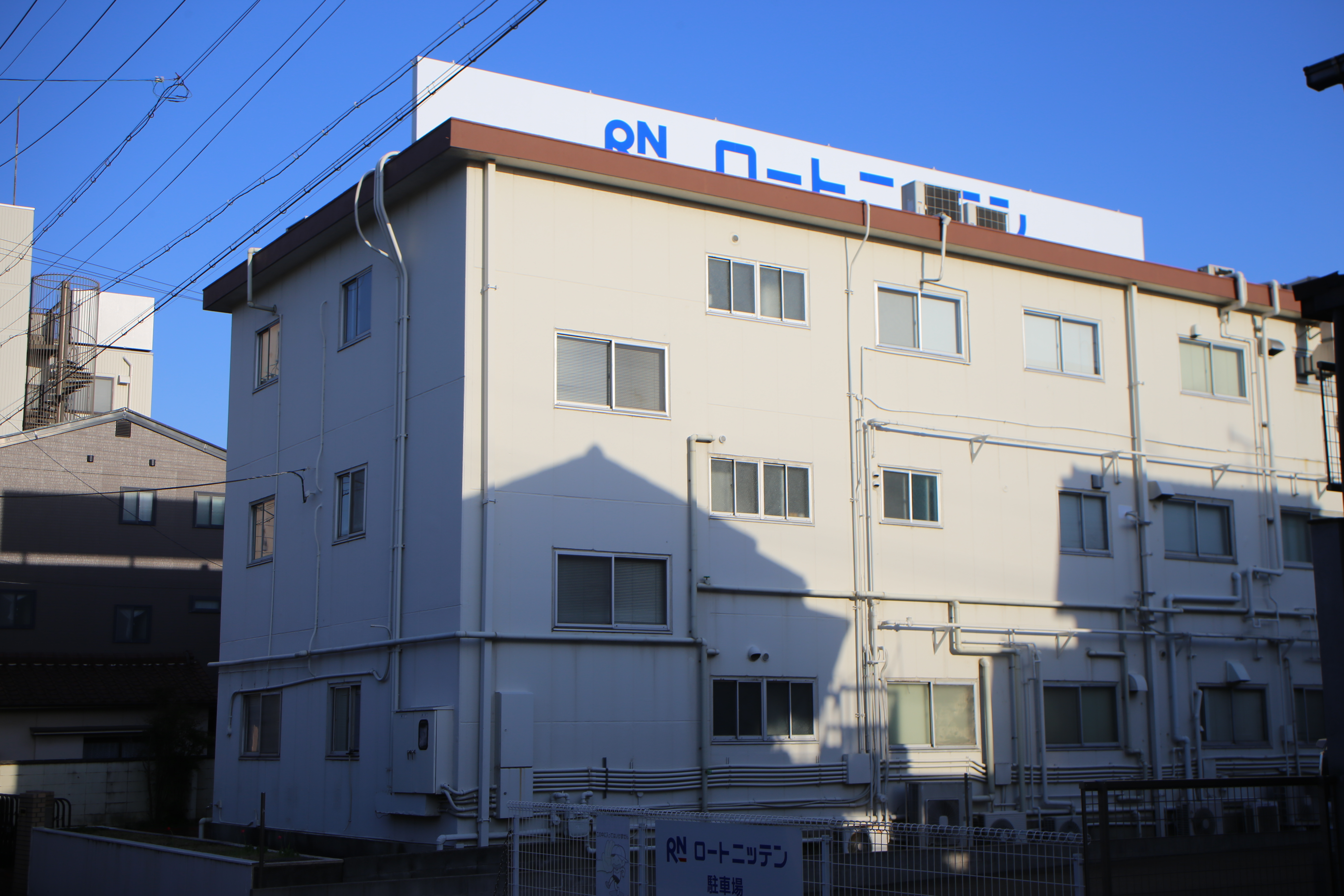
研究所（2022年4月）

- 長野工場（長野県上伊那郡辰野町大字伊那富5723-7）[1]
- 研究所（名古屋市南区西桜町76）[1]
- 配送センター（名古屋市南区西桜町81）[1]